# Гирине (Шосткинський район)
Ги́рине — село в Україні, у Свеській селищній громаді Шосткинського району Сумської області. Населення становить 128 осіб. До 2020 орган місцевого самоврядування — Княжицька сільська рада.
Після ліквідації Ямпільського району 19 липня 2020 року село увійшло до Шосткинського району.

## Географія
Село Гирине знаходиться на березі річки Свіса (в основному на лівому березі), вище за течією примикає село Княжичі, нижче за течією примикає ліквідоване село Протопопівка. Поруч проходить залізниця, станція Холмівка.

## Відомі люди
Уродженцем села є генерал-майор Дудко Степан Іванович (1898–1943).